# Норепсола
Норепсола (мар. Нӧрепсола) — деревня в Моркинском районе Республики Марий Эл. Входит в состав городского поселения Морки.

## География
Находится в юго-восточной части республики Марий Эл на расстоянии менее 3 км по прямой на северо-запад от районного центра посёлка Морки.

## История
Известна с 1839 года как выселок Большекушнинского общества Себеусадинской волости с 20 дворами и 62 жителями мужского пола. В 1886 года в деревне числилось 37 домов, проживали 187 человек, большинство мари. В 1925 году здесь проживало 303 человека. В 2003 году в деревне было 56 хозяйств. В советское время работали колхозы «Чолга шудыр» и «Новый путь».

## Население
Население составляло 143 человека (мари 99 %) в 2002 году, 99 в 2010.